# Fat client
Fat client ou thick client ou cliente gordo em português é, em computação, a designação que se dá a um computador inserido numa rede de arquitetura de cliente/servidor que tem recursos suficientes para realizar boa parte das operações por si próprio de forma a depender o mínimo possível de um servidor. Em geral é uma expressão usada em contraponto ao conceito de thin client, que são clientes de uma rede altamente dependentes de um servidor.
Tal abordagem é vantajosa em determinadas situações, como a de jogos eletrônicos. Estes se beneficiam da alta capacidade de processamento e de hardware gráfico específico para propiciar uma experiência multimídia mais interessante aos seus usuários.
Também é um paradigma de desenvolvimento de aplicações na Web que busca minimizar os contatos com o servidor web apenas aos momentos em que não há como produzir o mesmo efeito, obter alguma informação ou validá-la. Tecnologias relacionadas a este paradigma são AJAX, Adobe Air e Silverlight.